# UFSP1
UFSP1 (англ. UFM1 specific peptidase 1 (inactive)) – білок, який кодується однойменним геном, розташованим у людей на 7-й хромосомі. Довжина поліпептидного ланцюга білка становить 142 амінокислот, а молекулярна маса — 15 060.
| 10         |  | 20         |  | 30         |  | 40         |  | 50         |
| ---------- |  | ---------- |  | ---------- |  | ---------- |  | ---------- |
| MGDKPPGFRG |  | SRDWIGCVEA |  | SLCLAHFGGP |  | QGRLCHVPRG |  | VGLHGELERL |
| YSHFAGGGGP |  | VMVGGDADAR |  | SKALLGVCVG |  | SGTEAYVLVL |  | DPHYWGTPKS |
| PSELQAAGWV |  | GWQEVSAAFD |  | PNSFYNLCLT |  | SLSSQQQQRT |  | LD         |

A: Аланін

C: Цистеїн

D: Аспарагінова кислота

E: Глутамінова кислота

F: Фенілаланін

G: Гліцин

H: Гістидин

I: Ізолейцин

K: Лізин

L: Лейцин

M: Метіонін

N: Аспарагін

P: Пролін

Q: Глутамін

R: Аргінін

S: Серин

T: Треонін

V: Валін

W: Триптофан